# Leptasthenura yanacensis
Leptasthenura yanacensis е вид птица от семейство Furnariidae. Видът е почти застрашен от изчезване.

## Разпространение
Видът е разпространен в Аржентина, Боливия и Перу.